# Anishort Festival
Anishort Festival (též pouze Anishort) je mezinárodní festival krátkých animovaných filmů. Festival je věnovaný výhradně krátké animaci a každý rok zde soutěží pouze vybraných 20 nejlepších filmů z celého světa.
Anishort probíhá od roku 2013 ve vybraných velkých městech Evropy (v současnosti jsou hostiteli Česko, Slovensko, Estonsko a Polsko). Ročně ho navštíví několik tisíc diváků.

## Výběr filmů
Anishort Festival si klade za cil představit každoročně jen ty nejlepší krátké animované filmy z celého světa. Každý rok se přihlásí několik set filmů, ze kterých je pečlivě vybráno pouze 20 nejzajímavějších. Konkrétně jde o filmy, které vznikly maximálně 3 roky zpětně. Omezeny jsou pouze maximální délkou 10 minut. Jejich forma, žánr nebo použitá technika animace je libovolná. Slovy organizátorů: „Každý film má stejnou šanci na zařazení do soutěže, za předpokladu, že je skvělý“.

## Soutěžní kategorie

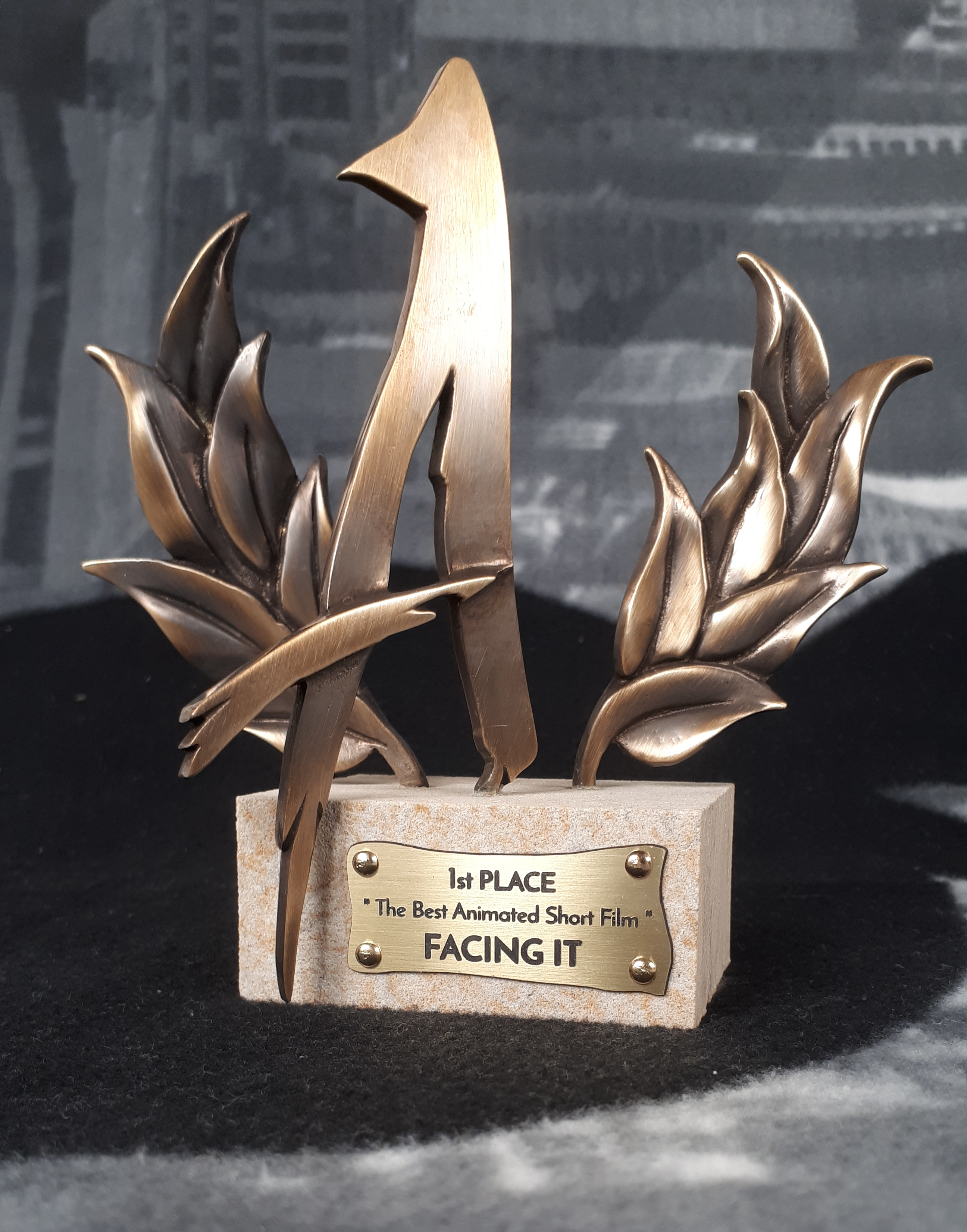
5. ročník festivalu (2020): Anishort trofej za 1. místo získal animovaný film "Facing It" režiséra Sama Gainsborougha

Anishort má celkem 3 soutěžní kategorie – jednu hlavní a dvě vedlejší.
V hlavní soutěžní kategorii je udělována Cena za nejlepší krátký animovaný film (Best Animated Short Film); tuto cenu uděluje mezinárodní sedmičlenná porota, složená z profesionálů v oblasti animace. Každý člen zastupuje jinou zemi. Autoři vítězných filmů (1., 2. a 3. místo) získávají finanční odměnu a trofej festivalu.
Vedlejší soutěžní kategorie: 
- Cena diváků za nejlepší krátký animovaný film – tato cena je udělována na základě hlasování diváků ze všech států, kde festival probíhá. Vítěz obdrží trofej festivalu,
- Speciální cena Anishort Festivalu – cenu uděluje umělecká komise složená z členů festivalového teamu Anishort. Vítěz rovněž obdrží trofej festivalu.